# Борисенко, Григорий Яковлевич
Григорий Яковлевич Борисенко (21 сентября 1901 года, д. Сереуль ныне Назаровского района Красноярского края — 29 июля 1972 года, Рига) — советский военный деятель, гвардии полковник. Герой Советского Союза.

## Биография
Григорий Яковлевич Борисенко родился 21 сентября 1901 года в деревне Сереуль ныне Назаровского района Красноярского края в крестьянской семье.
Закончил двухклассное железнодорожное училище и курсы связистов, после чего работал телеграфистом на железнодорожных станциях Клюквенная, Томск, Нижнеудинск, Камала.
В 1922 году Борисенко был призван в ряды РККА. Служил красноармейцем в 26-й стрелковой дивизии в Красноярске.
В 1926 году вступил в ряды ВКП(б).
В 1927 году закончил Владивостокскую пехотную школу, после чего командовал взводом и ротой. Участвовал в конфликте на КВЖД в 1929 году. В том же году окончил Курсы усовершенствования офицерского состава, а в 1939 году — курсы усовершенствования командного состава бронетанковых войск при 2-й отдельной Краснознамённой армии, после чего был назначен на должность командира батальона.
С 18 июля по 16 сентября, командуя 207-м разведывательным батальоном 6-й лёгкой танковой бригады (1-я армейская группа), капитан Борисенко отличился в ходе боёв на реке Халхин-Гол.
22 августа 1939 года в ходе проведения разведки боем танк Борисенко уничтожил батарею противника, а 23 августа в разведке его танк был подожжён. Под огнём противника Борисенко на другом танке доставил ценные сведения командованию.
Указом Президиума Верховного Совета СССР от 17 ноября 1939 года за мужество и героизм, проявленные при выполнении воинского и интернационального долга капитану Григорию Яковлевичу Борисенко присвоено звание Героя Советского Союза с вручением ордена Ленина и медали «Золотая Звезда» (№ 161).

### Великая Отечественная война
В начале 1941 года был назначен на должность командира 142-го танкового полка (61-я танковая дивизия, Забайкальский военный округ). С 1 июня 1942 по 23 апреля 1943 года командовал 43-й танковой бригадой.
20 января 1943 года Борисенко было присвоено звание полковника.
В 1943 году окончил Курсы усовершенствования командного состава при Военной академии бронетанковых и механизированных войск Красной Армии.
С июня 1943 года принимал участие в боях на фронтах Великой Отечественной войны. Тогда же был назначен на должность командира 12-й гвардейской механизированной бригады
9 мая 1945 года бригада под командованием полковника Борисенко в составе 5-го гвардейского механизированного корпуса (4-я гвардейская танковая армия) принимала участие в Пражской операции.

### Послевоенная карьера
После окончания войны Борисенко служил на должности заместителя командира механизированной дивизии.
В 1953 году полковник Борисенко вышел в запас, после чего жил в Риге, где и умер 29 июля 1972 года. Похоронен на кладбище Райниса.

## Награды
- Медаль «Золотая Звезда»;
- Два ордена Ленина;
- Два ордена Красного Знамени;
- Орден Суворова 2-й степени;
- Орден Кутузова 2-й степени;
- Орден Богдана Хмельницкого 2-й степени;
- Два ордена Красной Звезды;
- Знак «Участнику боёв у Халхин-Гола»
- Медали

Награды Монгольской Народной Республики
- Орден Боевого Красного Знамени;
- Орден «За боевые заслуги».

## Память
В городе Назарово (Красноярский край) улица Майская была переименована в честь Борисенко.